# Vladimir Fedosejev

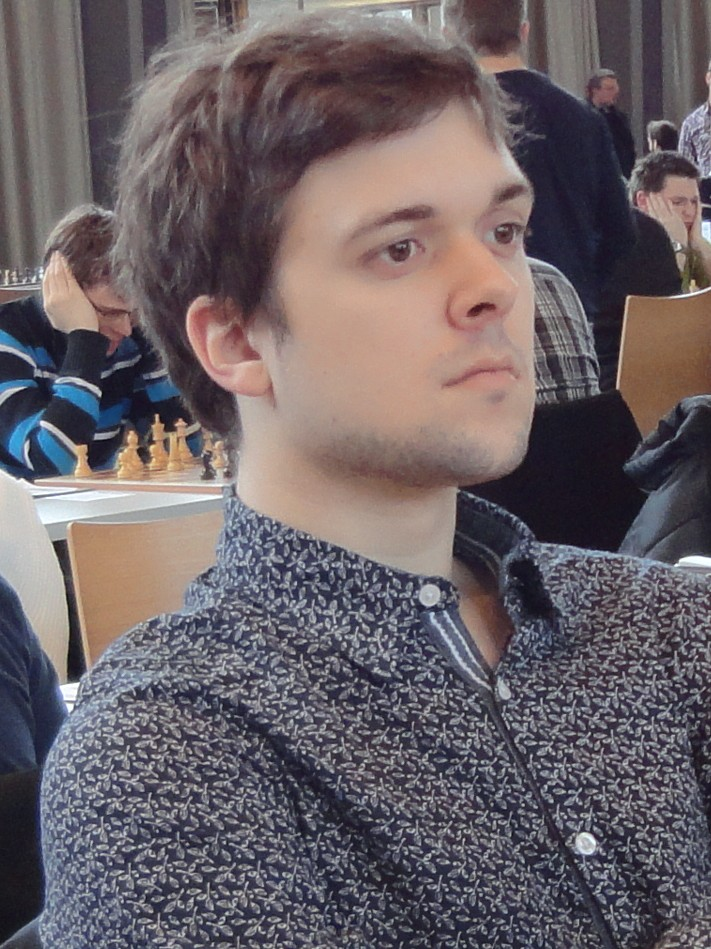
Vladimir Fedosejev op het Grenke Chess Open 2016 in Karlsruhe

Vladimir Fedosejev (Sint-Petersburg, 16 februari 1995), volledige naam Vladimir Vasilyevitsj Fedosejev, is een Russische schaker. Sinds 2011 is hij een grootmeester (GM). Hij speelt sinds juli 2023 voor Slovenië. Hij nam deel aan de Wereldbeker schaken in 2015, 2017, 2021 en 2023.

## Schaakcarrière
Fedosejev werd in 2010 gedeeld tweede op het Chigorin Memorial, via tiebreak was hij zevende. In 2011 won Fedosejev in de categorie tot 18 jaar van het Russische jeugdkampioenschap en werd tweede in de categorie tot 18 jaar op het Wereldkampioenschap schaken voor jeugd. In 2011 maakte hij deel uit van het Russische team dat de winnaar werd van de Schaakolympiade voor jeugd tot 16 jaar, gehouden in Kocaeli, Turkije.
In 2012 werd Fedosejev gedeeld eerste met Alexei Shirov in het Paul Keres Memorial rapidschaak-toernooi in Tallinn, via de playoffs werd hij tweede. In 2013, in Budva, Montenegro, won hij de categorie tot 18 jaar van het Europees schaakkampioenschap voor jeugd, en won hij ook de blitzschaak en rapidschaak toernooien in de categorie tot 18 jaar.
Fedosejev werd in 2014 derde op het Europees kampioenschap schaken in Jerevan, waarmee hij zich kwalificeerde voor de FIDE Wereldbeker schaken 2015. Later in 2014 werd hij derde op het "Lake Sevan" round-robin toernooi in Martoeni, Armenië op het Wereldkampioenschap schaken voor junioren. In december 2014, nam hij deel aan de "Nutcracker Match of the Generations", een match tussen twee teams, "Princes" (Vladislav Artemiev, Daniil Dubov, Fedosejev en Grigoriy Oparin) en "Kings" (Aleksej Drejev, Peter Leko, Alexander Morozevich en Alexei Shirov), die werd gehouden in Moskou, met als indeling het Scheveningen-systeem. Fedosejev behaalde met 11 pt. uit 16 de hoogste individuele score van de deelnemende schakers.
In januari 2015 won hij het Vladimir Dvorkovich Memorial in Taganrog. In april 2015 werd hij gedeeld eerste op het Dubai Open, via tiebreak werd hij derde; ook won hij het blitz-toernooi van het Dubai Open.
In 2016 werd Fedosejev gedeeld eerste op het Grenke Chess Open in Karlsruhe, Duitsland, samen met Matthias Bluebaum, Nikita Vitiugov, Miloš Perunović, Ni Hua, en Francisco Vallejo Pons, via tiebreak werd hij tweede.
In maart 2017 won Fedosejev het Aeroflot Open toernooi. Hierdoor ontving hij een invitatie voor het Dortmund Sparkassen schaaktoernooi in juli 2017. Hier won hij in de openingsronde zijn partij tegen Vladimir Kramnik en eindigde uiteindelijk als tweede, door via tiebreak boven Maxime Vachier-Lagrave te eindigen. In juni 2017 werd Fedosejev gedeeld eerste met Maxim Matlakov en Baadoer Dzjobava op het Europees kampioenschap schaken in Minsk en werd derde via tiebreak. Eveneens in juni 2017 was Fedosejev lid van het Russische team dat tweede werd op het WK voor landenteams in Khanty-Mansiysk. In september 2017 bereikte hij de kwartfinale van de Wereldbeker schaken in Tbilisi, na de volgende tegenstanders te hebben verslagen: Yusnel Bacallao Alonso, Ernesto Inarkiev, Hikaru Nakamura en Maxim Rodshtein. Fedosejev werd vervolgens zelf uitgeschakeld door Wesley So. In november 2017 won Fedosejev het Urii Eliseev Memorial in Moskou met 4½ pt. uit 5. In december werd hij gedeeld 3e-4e met Daniil Dubov in de superfinale van het Russische schaakkampioenschap, in Sint-Petersburg, hij werd 4e via de tiebreak. In dezelfde maand werd hij tweede op het Wereldkampioenschap rapidschaak in Riyad, na de playoff te hebben verloren van Viswanathan Anand.
In oktober 2017 was zijn Elo-rating en was hij nummer 24 op de wereldranglijst. 
In februari en maart 2022 nam Fedosejev deel aan de FIDE Grand Prix. In het eerste deel werd hij derde in poule B, met 3 pt. uit 6. In het tweede deel werd hij gedeeld derde met Alexei Shirov in poule C, met 2.5 pt. uit 6, waarmee hij als 19e eindigde in de einduitslag.  
Tot mei 2022 speelde hij namens Rusland, van mei 2022 tot juli 2023 namens de FIDE, en vanaf juli 2023 namens Slovenië. 

## Externe koppelingen
- (en)   Informatie over schaakpartijen van Vladimir Fedosejev op ChessGames.com
- (en)   Informatie over schaakpartijen van Vladimir Fedosejev op 365chess.com
- (en)  FIDE-ratinggegevens voor Vladimir Fedosejev